# العلاقات السورينامية السيشلية
العلاقات السورينامية السيشلية هي العلاقات الثنائية التي تجمع بين سورينام وسيشل.

## مقارنة بين البلدين
هذه مقارنة عامة ومرجعية للدولتين:
| وجه المقارنة                                              | سورينام                        | سيشل                                                |
| --------------------------------------------------------- | ------------------------------ | --------------------------------------------------- |
| المساحة (كم2)                                             | 163.27 ألف                     | 459                                                 |
| عدد السكان (نسمة)                                         | 563.40 ألف                     | 95.84 ألف                                           |
| الكثافة السكانية (ن./كم²)                                 | 3.45                           | 20.88 ألف                                           |
| العاصمة                                                   | باراماريبو                     | فيكتوريا                                            |
| اللغة الرسمية                                             | اللغة الهولندية                | لغة فرنسية، لغة إنجليزية، اللغة الكريولية السيشيلية |
| العملة                                                    | دولار سورينامي، غيلدر سورينامي | روبية سيشلية                                        |
| الناتج المحلي الإجمالي (بليون دولار)                      | 3.32 مليار                     | 1.49 مليار                                          |
| الناتج المحلي الإجمالي (تعادل القوة الشرائية) بليون دولار | 9.07 مليار                     | 2.54 مليار                                          |
| الناتج المحلي الإجمالي الاسمي للفرد دولار أمريكي          | 9.48 ألف                       | 15.48 ألف                                           |
| الناتج المحلي الإجمالي للفرد دولار أمريكي                 | 16.64 ألف                      | 26.42 ألف                                           |
| مؤشر التنمية البشرية                                      | 0.714                          | 0.772                                               |
| رمز المكالمات الدولي                                      | +597                           | +248                                                |
| رمز الإنترنت                                              | .sr                            | .sc                                                 |
| المنطقة الزمنية                                           | 00                             | ت ع م+04:00                                         |

## منظمات دولية مشتركة
يشترك البلدان في عضوية مجموعة من المنظمات الدولية، منها:
| علم المنظمة | اسم المنظمة                                 | تاريخ انضمام سورينام | تاريخ انضمام سيشل |
| ----------- | ------------------------------------------- | -------------------- | ----------------- |
|             | يونسكو                                      | 16 يوليو 1976        | 18 أكتوبر 1976    |
|             | وكالة ضمان الاستثمار متعدد الأطراف          | 2 يوليو 2003         | 15 سبتمبر 1992    |
|             | الأمم المتحدة                               | 4 ديسمبر 1975        | 21 سبتمبر 1976    |
|             | مجموعة دول أفريقيا والكاريبي والمحيط الهادئ | ?                    | ?                 |
|             | الاتحاد البريدي العالمي                     | ?                    | ?                 |
|             | البنك الدولي للإنشاء والتعمير               | 27 يونيو 1978        | 29 سبتمبر 1980    |
|             | الاتحاد الدولي للاتصالات                    | 15 يوليو 1976        | 17 سبتمبر 1999    |
|             | منظمة حظر الأسلحة الكيميائية                | ?                    | 29 أبريل 1997     |
|             | مؤسسة التمويل الدولية                       | 1 سبتمبر 2011        | 11 يونيو 1981     |
|             | تحالف الدول الجزرية الصغيرة                 | ?                    | ?                 |
|             | منظمة الشرطة الجنائية الدولية               | ?                    | 1 سبتمبر 1977     |

## وصلات خارجية
- موقع وزارة الخارجية السورينامية
- موقع وزارة الخارجية السيشلية